# Лопашенко, Наталья Александровна
Ната́лья Алекса́ндровна Лопаше́нко (род. 28 сентября 1959, с. Тюковка, Воронежская область) — советский и российский правовед. Доктор юридических наук, профессор, профессор кафедры уголовного и уголовно-исполнительного права Саратовской государственной юридической академии, директор Саратовского Центра по исследованию проблем организованной преступности и коррупции; руководитель научной социальной сети Crimpravo.ru.

## Биография
Наталья Александровна Лопашенко родилась 28 сентября 1959 года в селе Тюковка Борисоглебского района Воронежской области.
Среднюю школу закончила с золотой медалью, после чего поступила в Саратовский юридический институт имени Д. И. Курского, который закончила с отличием в 1981 году.
После окончания института работала следователем прокуратуры Пензенской области, затем, с 1982 года на преподавательской работе в Саратовском юридическом институте имени Д. И. Курского на кафедре уголовного права.
В 1985 году поступила в очную аспирантуру Всесоюзного заочного юридического институт в городе Москве, которую досрочно закончила в 1986 году защитив диссертацию на соискание учёной степени кандидата юридических наук на тему «Принципы кодификации уголовно-правовых норм» под руководством доктора юридических наук, профессора Павла Ивановича Гришаева.
В 1992 году присвоено звание доцента.
В 1997 году в Московской государственной юридической академии защитила диссертацию на соискание учёной степени доктора юридических наук на тему «Преступления в сфере экономической деятельности: понятие, система, проблемы квалификации и наказания».
В 1999 году присвоено звание профессора.
В настоящее время преподаёт на кафедре уголовного права Саратовской государственной юридической академии — дисциплину «Уголовное право. Особенная часть», спецкурс «Экономические преступления». Одновременно с 2003 года возглавляет Саратовский Центр по исследованию проблем организованной преступности и коррупции. Преподаёт также на кафедре «Уголовное право и процесс» Волжского университета имени В. Н. Татищева.
Член Криминологической ассоциации; член секции уголовного права и криминологии Совета по правоведению УМО университетов России; эксперт нескольких Комиссий и Комитетов Государственной Думы.

## Научная деятельность
В 1986 году защитила кандидатскую («Принципы кодификации уголовно-правовых норм»), в 1997 — докторскую диссертацию («Преступления в сфере экономической деятельности: понятие, система, проблемы квалификации и наказания»).
Автор более 400 научных работ, в том числе 14 монографий и 16 учебников. Подготовила 30 кандидатов наук.

## Награды
- Заслуженный юрист Российской Федерации (2018)[5]
- Почётный работник Министерства образования РФ[3]
- Почётная грамота Саратовской областной Думы (2016)[6]

## Критика
Юрист Р. А. Сабитов подверг критике утверждение Лопашенко о ничтожном характере преступления, предусмотренного 136-й статьёй УК РФ «Нарушение равенства прав и свобод человека и гражданина». Он указал на то, что данное преступление обладает высокой латентностью и серьёзной общественной опасностью.